# Centralstation
Centralstation (förkortas C eller central) anger huvudstationen för orter med flera järnvägsstationer. Stationens fungerar som en knutpunkt i transportsystemet, där man kan byta mellan olika tåg eller till andra transportslag. Detta tar sig uttryck i att vissa tåg, som fjärr- och snabbtåg bara stannar där och inte på andra stationer i en ort, till skillnad från lokal- och pendeltåg. Många centralstationer är helt eller delvis säckstationer, ändstationer för en eller flera linjer.
Om en centralstation omfattar flera trafikslag än järnväg (främst busstrafik), kallas hela stationen ibland för resecentrum.

## Centralstationer i Sverige
Begreppet "centralstation" används delvis i Sverige i en vidare bemärkelse, även för den enda station på orten. I vissa fall har det historiska skäl då namnet minner om tiden innan bilismen, då det utefter linjerna var tätt mellan stationerna med passagerarutbyte. Men till skillnad från i andra länder det ibland aldrig funnits fler än en station i vissa orter, som trots det haft en centralstation. Man har då använt "central-" för att markera den högre servicenivå som kommer av stationens betydelse i järnvägssystemet, speciellt då för viktiga järnvägsknutar.
De flesta större järnvägsstationer i Sverige ägs och utvecklas av det statliga fastighetsbolaget Jernhusen. Järnvägsstationer med mer lokal betydelse ägs av aktuell kommun.

## Hauptbahnhof
Hauptbahnhof (förkortas Hbf i Tyskland och Österrike och HB i Schweiz) är det tyskspråkiga ordet för centralstation och kan syfta på ett stort antal järnvägsstationer i tysktalande länder.